# Brachythecium sakuraii
Brachythecium sakuraii är en bladmossart som beskrevs av Brotherus 1928. Brachythecium sakuraii ingår i släktet gräsmossor, och familjen Brachytheciaceae. Inga underarter finns listade i Catalogue of Life.